# 舊彼得里夫卡
46°50′20″N 36°51′0″E / 46.83889°N 36.85000°E
舊彼得里夫卡（烏克蘭語：Старопетрівка）是位於烏克蘭東南部的村莊，由扎波羅熱州別爾江斯克區的奧西片科市鎮負責管轄。該村面積2.88平方公里，海拔高度2米，2001年人口998，人口密度每平方公里346.2人。